# Andreas Holst Jensen
Andreas Holst Jensen (født 1. december 1994) er en dansk håndboldspiller, som spiller for Rhein-Neckar Löwen. Han har tidligere spillet for GOG, Lemvig-Thyborøn Håndbold,  Aalborg Håndbold og Montpellier HB.
Andreas Holst Jensen kommer fra Lemvig og har som ungdomsspiller spillet for Team Tvis Holstebro og Skanderborg Håndbold. I 2012 vendte han tilbage til barndomsklubben Lemvig-Thyborøn Håndbold, hvis oprykning til den bedste liga han havde en andel i. I 2015 skiftede han til GOG, hvor han var med til at sikre klubben bronzemedaljer i sæsonen 2015-16 i Herre Håndbold Ligaen. Efter skiftet til Aalborg Håndbold i 2017, var han en del af holdet der i sæsonen 2018-19 vandt pokalturneringen, Danmarksmesterskabet og den danske Super Cup. 
Andreas Holst Jensen har spillet en række ungdomslandskampe og bl.a. været med til at vinde ungdoms-OL og U/19 VM. Han har været udtaget til det danske A-landshold.